# DFB-Jugend-Kicker-Pokal 1989/90
DFB-Jugend-Kicker-Pokalsieger 1989/90 waren die Stuttgarter Kickers. Im Endspiel im Stuttgarter Waldaustadion siegten die Kickers am 29. Juni 1990 mit 3:1 gegen den Lüneburger SK.

## Teilnehmende Mannschaften
Am Wettbewerb nahmen die Juniorenpokalsieger bzw. dessen Vertreter aus den damaligen 16 Landesverbänden des DFB teil:
| Regionalverband Nord | Regionalverband West                                                               | Regionalverband Südwest                                                           | Regionalverband Süd | Berlin                    |
| --- | ---------------------------------------------------------------------------------- | --------------------------------------------------------------------------------- | --- | ------------------------- |
| - Schleswig-Holstein: Itzehoer SV - Hamburg: SpVgg Blankenese - Bremen: TuS Schwachhausen - Niedersachsen: Lüneburger SK | - Westfalen: VfL Bochum - Mittelrhein: SC Viktoria Köln - Niederrhein: Rheydter SV | - Rheinland: Spvgg Andernach - Südwest: Wormatia Worms - Saarland: SV Fraulautern | - Hessen: SV Darmstadt 98 - Baden: SV Sandhausen - Südbaden: FC 08 Villingen - Württemberg: Stuttgarter Kickers - Bayern: TSV 1860 München | - Berlin: SC Siemensstadt |

## Achtelfinale
| Gruppe Nord-West:   |                        |                       |                    |
|                     | Rheydter SV            | 2:3                   | TuS Schwachhausen  |
|                     | VfL Bochum             | 10:10                 | SC Viktoria Köln   |
| Di 12.06., 17:45    | SC Siemensstadt        | 0:0 n. V. (1:3 i. E.) | SpVgg Blankenese   |
|                     | Itzehoer SV            | 0:3                   | Lüneburger SK      |
| Gruppe Süd-Südwest: |                        |                       |                    |
| Di 12.06., 19:00    | SV Darmstadt 98        | 0:0 n. V. (3:4 i. E.) | FC 08 Villingen    |
|                     | SV Stuttgarter Kickers | 2:1                   | SpVgg Andernach    |
|                     | TSV 1860 München       | 2:2 n. V. (2:4 i. E.) | SV Sandhausen      |
|                     | SV Fraulautern         | 1:2                   | VfR Wormatia Worms |

## Viertelfinale
| Gruppe Nord-West:   |                   |     |                        |
| So 17.06.           | TuS Schwachhausen | 0:3 | VfL Bochum             |
| So 17.06.           | SpVgg Blankenese  | 0:1 | Lüneburger SK          |
| Gruppe Süd-Südwest: |                   |     |                        |
| So 17.06.           | FC 08 Villingen   | 1:2 | SV Stuttgarter Kickers |
| So 17.06.           | SV Sandhausen     | 5:1 | VfR Wormatia Worms     |

## Halbfinale
| Gruppe Nord-West:   |                        |                       |               |
| So 24.06.           | VfL Bochum             | 1:1 n. V. (5:6 i. E.) | Lüneburger SK |
| Gruppe Süd-Südwest: |                        |                       |               |
| So 24.06.           | SV Stuttgarter Kickers | 5:0                   | SV Sandhausen |

## Finale
| Paarung             | Stuttgarter Kickers – Lüneburger SK |
| Ergebnis            | 3:0 (1:0) |
| Datum               | Freitag, 29. Juni 1990 um 18:30 Uhr |
| Stadion             | Waldaustadion, Stuttgart |
| Zuschauer           | 600 |
| Schiedsrichter      | Werner Föckler (Weisenheim am Sand) |
| Tore                | 1:0 Armin Skibowski (31.) 2:0 Markus Lösch (62.) 3:0 Thomas Ziller (66.) |
| Stuttgarter Kickers | Marc Kukulinus – Stefan Kleyer – Marcus Straubmüller, Oliver Straube – Markus Lösch, Armin Skibowski, Thomas Ziller , Dennis Hübner, Tobias Ströbel – Stephan Kolb, Fredi Bobič (79. Gaetano Intemperante) Cheftrainer: Günter Rommel             |
| Lüneburger SK       | Hans-Jürgen Schulmann – Sascha Kern – Thomas Cordes, Frank Ebrecht – Frank Rölcke, Olaf Walter, Jörn Sieben, Heiko Sieben, Stephan Hoffmann – Thomas Lohmann (63. Thomas Baumgarten), Gunner Sellmer (73. Sascha Meyer) Cheftrainer: Thomas Wiebe |
| Zeitstrafen         | keine – Baumgarten |